# Tità (satèl·lit)
Tità és el satèl·lit més gros de Saturn i el segon més gros del sistema solar. Es tracta de l'únic satèl·lit conegut amb una atmosfera densa i l'únic cos celeste conegut en el qual s'ha demostrat que hi ha masses de líquid estables a la superfície.
Va ser descobert el 25 de març de 1655 per l'astrònom holandès Christiaan Huygens i va ser el primer satèl·lit a ser descobert després dels satèl·lits galileans de Júpiter.
Té un diàmetre de 5.150 km i és l'única lluna del sistema solar que té una atmosfera significativa. L'astrònom català Josep Comas i Solà va observar l'enfosquiment vers el limbe el 1907, la primera evidència que el cos té atmosfera. El 1944 Gerard P. Kuiper va utilitzar una tècnica espectroscòpica per detectar una atmosfera de metà. L'atmosfera de Tità, densa i ataronjada, es compon principalment de nitrogen i és rica en metà i altres hidrocarburs superiors. La seva composició química se suposa molt semblant a la de la primitiva atmosfera de la Terra de temps prebiòtics, raó per la qual Tità ha sigut objecte d'un gran nombre d'estudis científics. La temperatura a la superfície, de prop de 90 K, hauria d'haver ajudat a preservar aquest primitiu entorn.
La primera missió espacial que va visitar Tità va ser la Voyager 1, l'any 1980. El 14 de gener de 2005, la sonda Huygens de la missió Cassini-Huygens va penetrar l'atmosfera fins a posar-se amb èxit sobre la superfície del satèl·lit, i aportà valuoses dades i imatges interessants de Tità.

## Descobriment

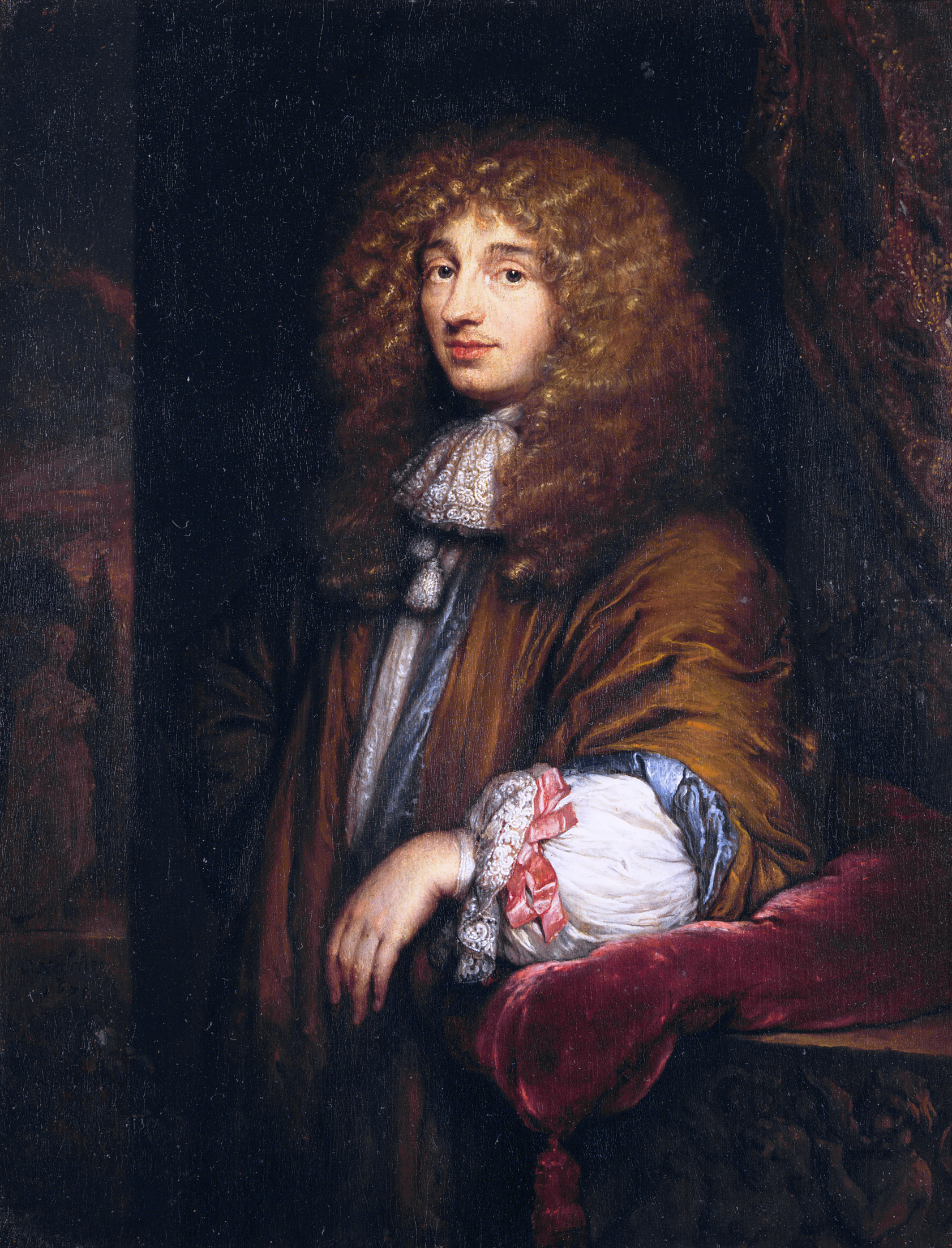
Christiaan Huygens va descobrir Tità el 1655.

El 25 de març de 1655, Christiaan Huygens va descobrir el primer i el major dels satèl·lits de Saturn. Huygens es va inspirar en el descobriment de Galileu de les quatre llunes més grosses de Júpiter el 1610 i les seves millores en la tecnologia del telescopi. Christiaan, amb l'ajuda del seu germà gran Constantijn Huygens Jr., va començar a construir telescopis cap al 1650 i va descobrir la primera lluna observada en òrbita al voltant de Saturn amb un dels telescopis que van construir. Va ser la sisena lluna descoberta, després de la Lluna de la Terra i els satèl·lits galileans de Júpiter. Huygens va publicar aquest descobriment, així com les seves observacions dels anells del planeta, en una obra titulada Systema Saturnium, publicada el 1659.

### Nom
Huygens va anomenar el seu descobriment Saturni Luna (o Luna Saturni, "Lluna de Saturn" en llatí), publicant al tractat de 1655 De Saturni Luna Observatio Nova (Una nova observació del staèl·lit de Saturn). Després que Giovanni Domenico Cassini publiquès els seus descobriments de quatre llunes més de Saturn entre 1673 i 1686, els astrònoms van tenir l'hàbit de referir-se a aquests i a Tità com a Saturn I a V (amb Tità llavors en quarta posició). Altres epítets primerencs de Tità inclouen "el satèl·lit ordinari de Saturn". La Unió Astronòmica Internacional numera oficialment Tità com Saturn VI.
L'any 1847, l'astrònom britànic John Herschel (fill de William Herschel), descobridor d'altres dues llunes de Saturn, Mimas i Encèlad), a la seva publicació de 1847 Results of Astronomical Observations Made during the Years 1834, 5, 6, 7, 8, at the Cape of Good Hope'. Des d'aleshores s'han descobert nombroses llunes petites al voltant de Saturn. Herschel va suggerir batejar els 8 satèl·lits de Saturn coneguts aleshores amb els noms dels titans de la mitologia grega. Els titans eren els germans i les germanes de Cronos, que és el nom grec de Saturn, déu romà del temps. Herschel pensava que aquest seria un mètode més efectiu que l'utilitzat fins llavors, que consistia a anomenar els satèl·lits amb numerals romans seguint l'ordre de proximitat al planeta.

## Visibilitat des de la Terra
Tità té una magnitud aparent d'entre +7.9 i +8.7 i aconsegueix una distància angular al voltant de 20 vegades el radi de Saturn. Ocupa un diàmetre angular de 0.8" i, en general, pot observar-se amb telescopis xicotets (amb diàmetre superior a uns 5 cm).

## Característiques físiques

### Atmosfera
Tità és l'única lluna coneguda amb una atmosfera densa. La presència d'una atmosfera significativa va ser descoberta per Josep Comas i Solà el 1908 i confirmada per Gerard Kuiper el 1944 mitjançant tècniques d'espectroscòpia. El 1981, la sonda Voyager 1 va demostrar que, de fet, l'atmosfera de Tità és més densa que la de la Terra, amb una pressió en superfície un 50% superior.

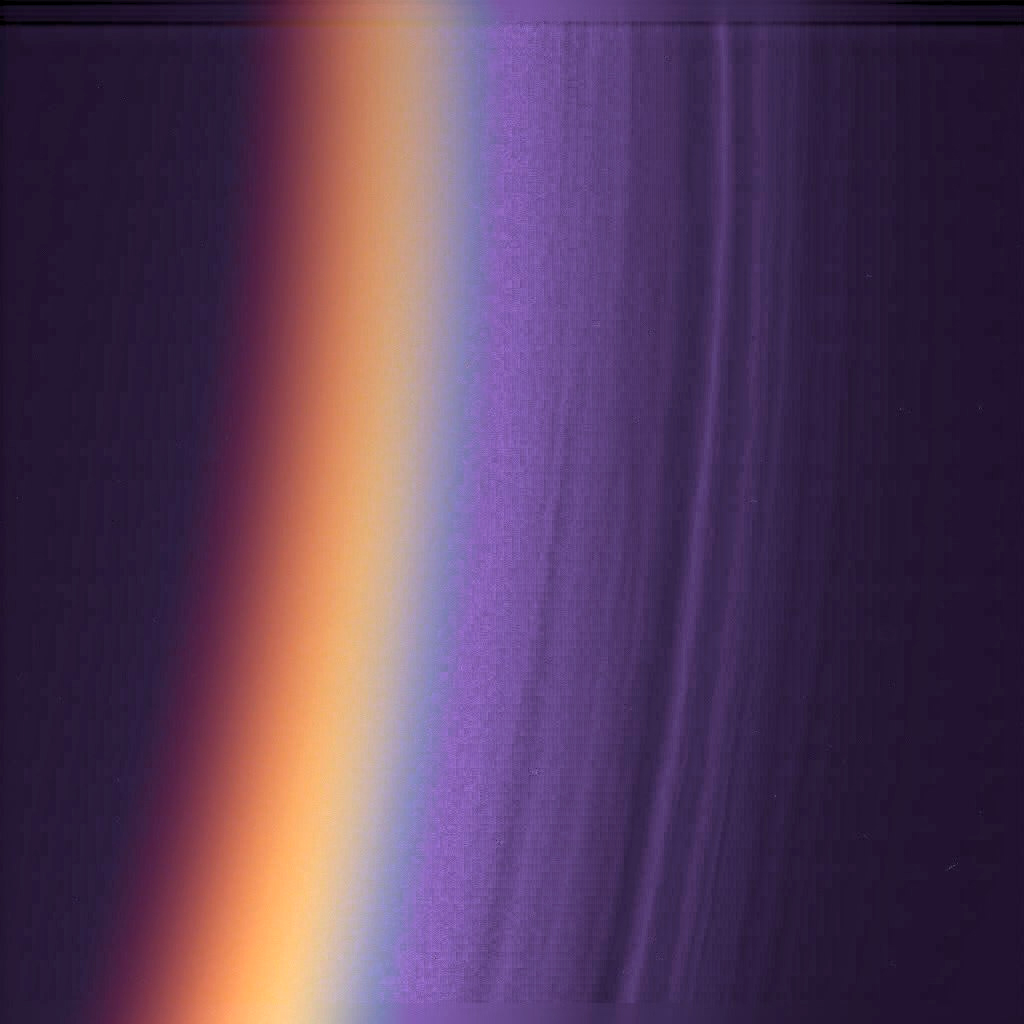
L'atmosfera superior de Tità presenta una sèrie de capes que s'estenen centenars de quilòmetres sobre la superfície. La llum blava i ultraviolada es dispersa primer oferint aquesta variada gamma de colors

L'atmosfera és composta aproximadament per un 93% de nitrogen i és l'única atmosfera rica en nitrogen en tot el sistema solar, a banda del nostre propi planeta. També presenta quantitats significatives de metà i argó i petites quantitats d'hidrogen, monòxid de carboni, diversos hidrocarburs com età, acetilè, etilè, propà, metilacetilè i diacetilè, compostos de nitrogen com cianur d'hidrogen, cianogen, cianoacetilè i acetonitril i, finalment, diòxid de carboni. Es pensa que aquests hidrocarburs es formen en l'atmosfera superior de Tità en reaccions que són el resultat de la dissociació del metà per la llum ultraviolada del Sol produint una capa de núvols ataronjada i espessa que oculta els trets de la superfície de Tità. Aquests núvols també impedeixen que la major part de la llum del Sol penetri l'atmosfera, de manera que és improbable que Saturn pugui ser vist des de la superfície de Tità. La complexa fotoquímica de l'atmosfera superior podria convertir l'età en acetilè i etilè que, combinats amb el nitrogen atmosfèric, podrien formar els blocs bàsics per a l'aparició d'aminoàcids.
En l'atmosfera de Tità, el metà complix el paper de l'aigua a la Terra: forma núvols en la seva atmosfera i quan es condensa sobre els aerosols forma una pluja de metà amb partícules que omple els torrents amb un material negre que fluïx. Es pensa que Tità pot posseir grans quantitats de líquids en la superfície, principalment età mesclat amb altres hidrocarburs més complexos. Però recents mesures de radar des de la Terra suggereixen que no hi ha cap gran oceà d'età a Tità, però podrien existir nombrosos llacs i dipòsits líquids.
L'octubre de 2004, mentre la nau Cassini sobrevolava Tità es van fotografiar núvols alts i densos sobre el pol sud de Tità. Aquests tipus de formacions ennuvolades són freqüents en el pol sud de Tità, tal com revelen les observacions amb el telescopi Keck des de la Terra. Encara que inicialment es pensava que els núvols només podien estar formats per la condensació de l'abundant metà atmosfèric, les observacions de major resolució han plantejat alguns problemes a esta interpretació, per la qual cosa diversos estudis actuals sobre l'atmosfera de Tità pretenen determinar la composició dels núvols per decidir si la nostra idea de l'atmosfera de Tità necessita ser revisada.
Les observacions de l'atmosfera fetes per la nau Cassini el 2004 suggereixen que l'atmosfera de Tità gira molt més ràpid que la seva superfície, igual que ocorre en Venus, un règim dinàmic de l'atmosfera que no es comprèn en cap dels dos casos.

### Superfície

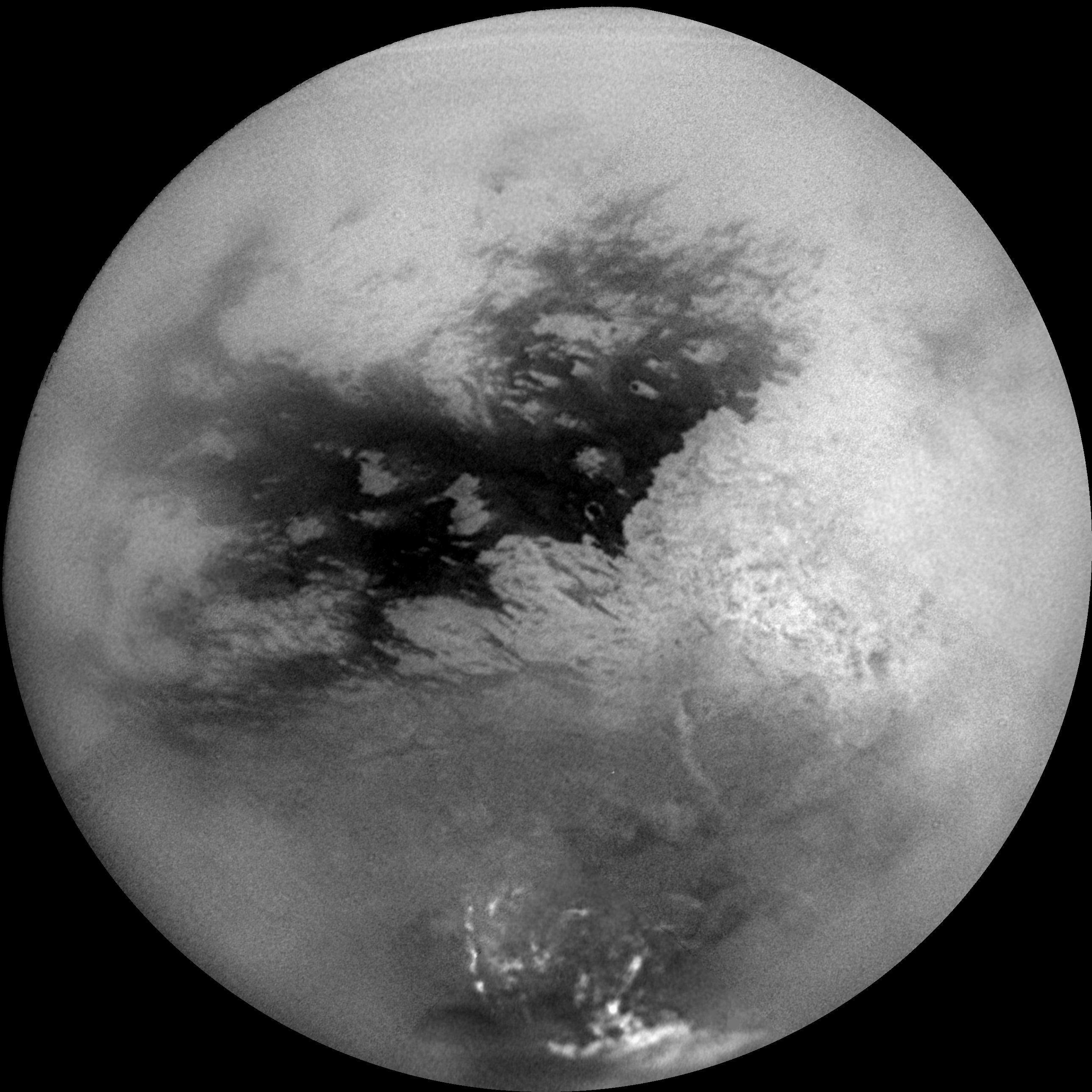
Xanadu és la regió blanca brillant prop de l'equador del satèl·lit i a la dreta de la zona fosca

Actualment, els mapes de la superfície de Tità són molt poc precisos a causa de l'opacitat de l'atmosfera. No obstant això, per mitjà de les imatges d'infraroig del telescopi espacial Hubble i de la missió Cassini-Huygens, s'ha identificat una regió de la grandària d'Austràlia que s'ha denominat, extraoficialment, Xanadu; no és clar el tipus de terreny que representa o si es tracta d'un oceà de metà (vegeu imatge).
S'havia pensat que llacs d'hidrocarburs podrien haver estat perceptibles observant llum del sol que es reflectix en la superfície de qualsevol líquid, però no s'hi ha observat cap reflexió especular. Açò ha portat els científics a suggerir que la superfície de Tità pot gelar-se completament o ser fangosa. La presència o absència de llacs no ha sigut encara demostrada; hi ha àrees que tornen els signes que podrien esperar-se de superfícies líquides, però n'hi ha altres explicacions.
Les temperatures a la superfície del planeta són de l'ordre de 90 K (-180 °C) i la pressió pròxima a 1,4 bar. En estes condicions, el metà estaria per davall del seu punt de saturació i no existirien llacs o rius de metà. Altres hidrocarburs formats a partir del metà, com l'età, sí que podrien estar saturats i en estat líquid en la superfície, constituint una analogia amb l'aigua a la Terra. Estos dipòsits líquids podrien contenir importants quantitats de metà dissolt.
Durant l'acostament de la nau Cassini a Tità del 26 d'octubre de 2004, es va observar una superfície llisa amb pocs cràters d'impacte. Açò suggereix que la lluna tinga una superfície activa que es renova constantment. Les primeres imatges de radar han revelat un món complex, amb unes àrees rugoses i d'altres llises. Hi ha trets que pareixen d'origen volcànic, produïts per volcans que probablement expulsen aigua mesclada amb amoníac. Aquest tipus de volcà funcionaria a baixes temperatures, per la qual cosa s'ha denominat criovolcà. La nau Cassini també ha descobert enigmàtics trets lineals que alguns científics han suggerit que poden indicar activitat tectònica.

### Camp magnètic
Tità no té cap camp magnètic i la seva òrbita aconsegueix l'exterior de la magnetosfera de Saturn exposant-se directament al vent solar. Això pot ionitzar i endur-se algunes molècules del cim de l'atmosfera.

## Exploració espacial
Les missions espacials Pioneer 11 el 1979 i Voyager 1 i Voyager 2 el 1980 i 1981 van realitzar vols del sistema de Saturn. La Voyager 1 es va desviar i va abandonar l'eclíptica per a fer un vol més pròxim a Tità. Desgraciadament, la Voyager 1 no tenia cap instrument per a penetrar la boira de Tità. Molts anys després, un procés digital de les imatges preses per la Voyager 1 amb el filtre ataronjat va revelar l'àrea fosca coneguda com a Xanadu. La Voyager 2 només va fer una mirada superficial a Tità, perquè l'equip de vol tenia l'opció de dirigir la nau espacial per a una exploració en detall de Tità o usar una altra trajectòria que li permetria visitar Urà i Neptú. Donada la falta de trets de la superfície vista per la Voyager 1, es va adoptar la segona opció.
En els últims anys, les principals observacions de Tità han sigut realitzades per grans telescopis terrestres equipats amb òptica adaptativa, com el telescopi Keck.

### Missió Cassini-Huygens

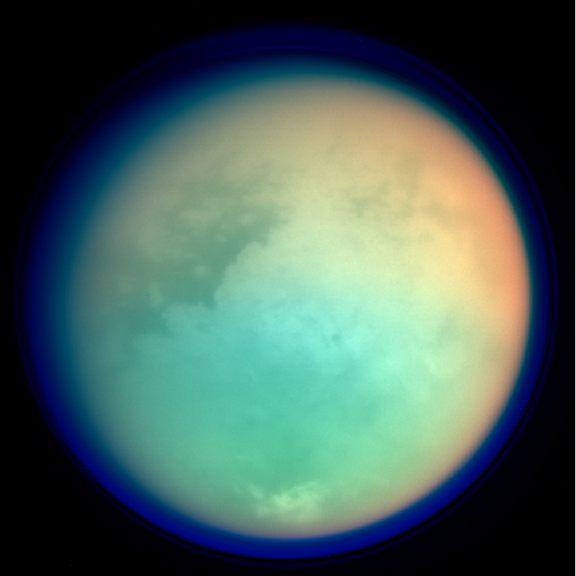
Imatge de Tità presa per la càmera de llum infraroja i ultraviolada de la nau Cassini.

La missió Cassini-Huygens, de les agències NASA i ESA, es va posar en òrbita de Saturn l'1 de juliol de 2004. Des de llavors, ha estudiat el mateix Saturn, els seus anells i els seus satèl·lits, especialment Tità. La sonda Cassini va sobrevolar Tità el 26 d'octubre de 2004 i ha començat el procés de traçar la superfície de Tità amb el radar.
El 14 de gener de 2005, la sonda Huygens va aterrar de manera satisfactòria sobre la superfície de Tità i obtingué imatges durant el seu descens i en la superfície. La sonda, dissenyada per estudiar l'atmosfera durant el seu descens de 148 minuts, encara va continuar emetent durant 72 minuts abans que s'hi perdés el contacte quan Cassini va caure per sota del seu horitzó, i va enviar 474 Mb de dades, incloses 350 fotografies. La panoràmica durant el descens mostra suaus tossals i una complexa xarxa d'estrets canals de drenatge. Els canals pareixen descendir des de les brillants muntanyes fins a regions més baixes planes i fosques. Pareix fins i tot veure's una zona de costa i illes, i el que pareix una mar de metà, tot enmig d'un ambient boirós. La superfície és més fosca del que s'havia esperat i consisteix en una mescla de gels d'aigua i hidrocarburs. Les evidències d'erosió en la base d'estos objectes indiquen la possibilitat de certa activitat fluvial. No obstant això, la presència actual de líquids a Tità no ha estat confirmada.

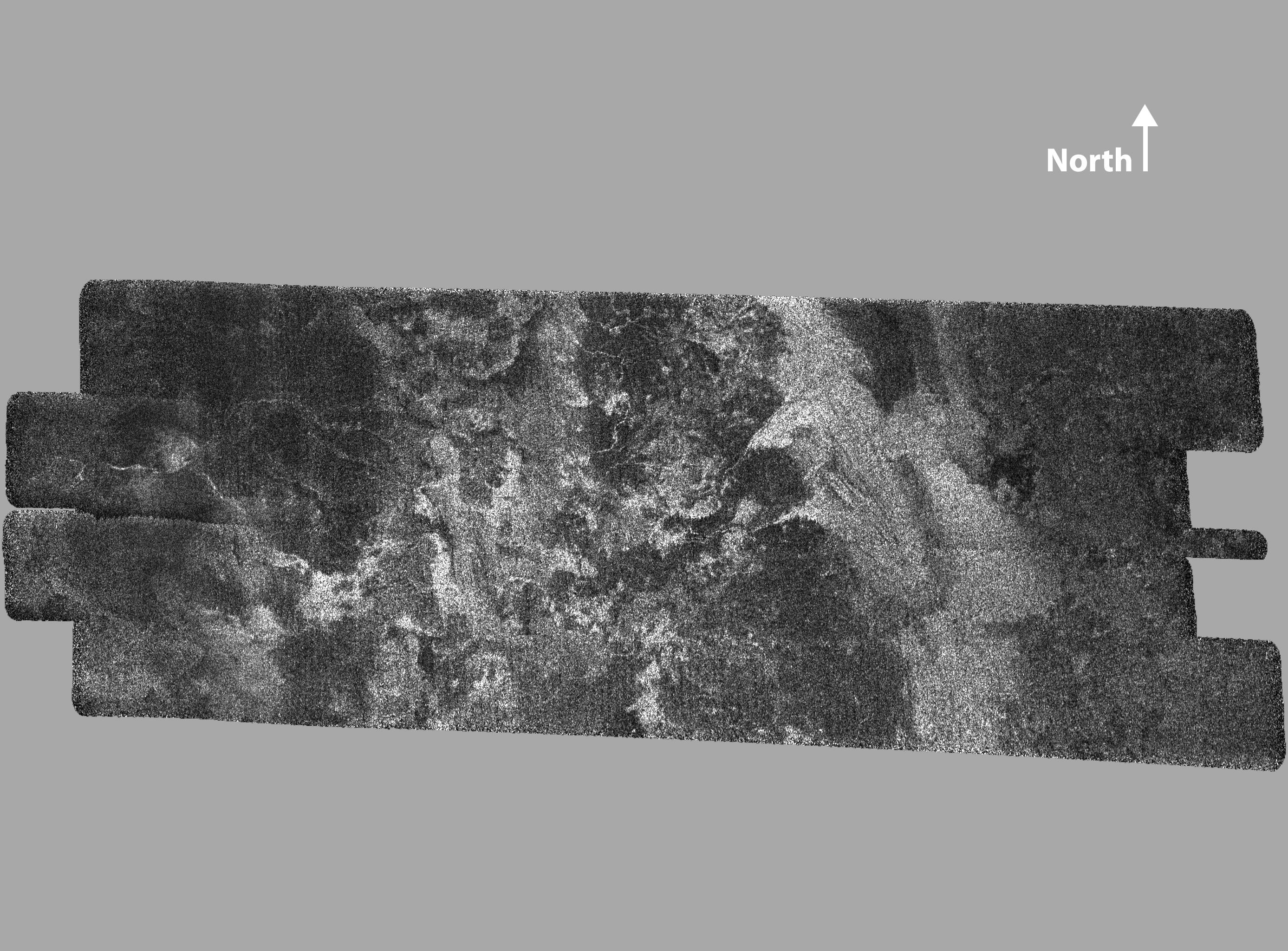
Imatge de radar de la superfície de Tità. Les àrees brillants podrien ser terrenys muntanyosos, mentre que les zones més fosques serien regions planes. No s'aprecien cràters recents

Se sap que a Tità hi plou metà perquè la sonda anava proveïda d'un sensor amb forma de bastó, que va ser la primera cosa que va tocar terra i que després hi va penetrar. Segons John Zarnecki de l'Open University, en un primer instant, la sonda va trobar forta resistència, de la qual cosa es deduïx que sobre la superfície hi ha una crosta amb la consistència de l'argila. Els sensors van detectar transferència de calor i evaporació de metà. Els científics de l'ESA estimen que la sonda podria haver descendit sobre la regió fosca. La imatge presa després de l'aterratge mostra una superfície plana coberta per pedres en forma de còdols arrodonits. Els còdols podrien estar formats en la seva majoria de gel d'aigua.
Una setmana després de l'aterratge, Martín Tomasko de la Universitat d'Arizona i responsable de les càmeres de la Huygens, va declarar: «Ara disposem de la clau per saber el que modela el paisatge de Tità. Les proves geològiques de precipitacions, erosió, abrasió mecànica i activitat fluvial que han donat forma a Tità són molt paregudes a les que han modelat la Terra.» Per a Jean Pierre Levreton, «la superfície de Tità seria pareguda a un desert d'Arizona», però amb un sòl de gel brut.